# Hiraea ferruginea
Hiraea ferruginea är en tvåhjärtbladig växtart som beskrevs av José Cuatrecasas. Hiraea ferruginea ingår i släktet Hiraea och familjen Malpighiaceae. Inga underarter finns listade i Catalogue of Life.